# Tage Reedtz-Thott

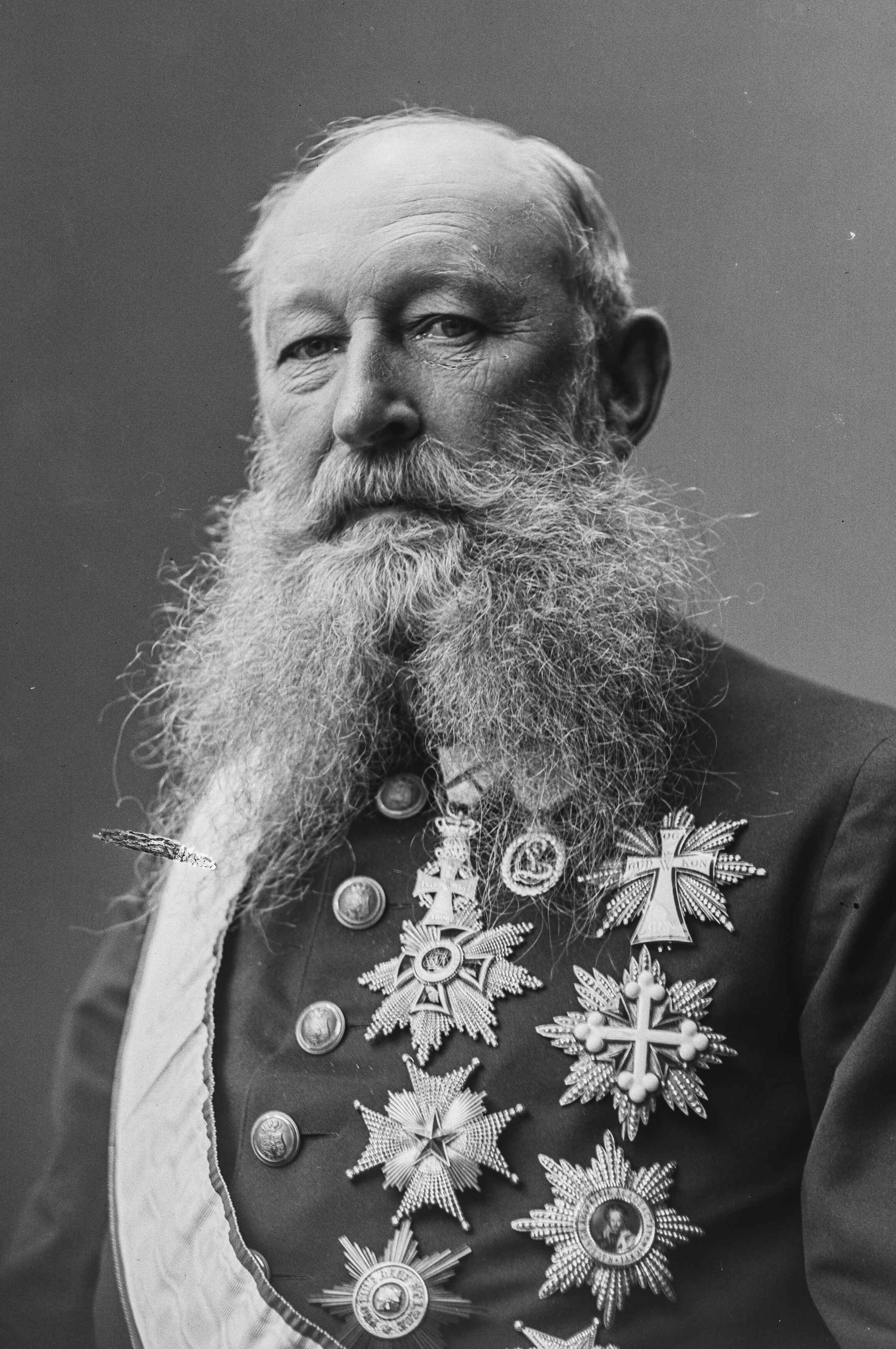
Tage Reedtz-Thott

Kjeld Thor Tage Otto Reedtz-Thott, Baron von Gavnø, (* 13. März 1839 in Gavnø; † 27. November 1923 in Gavnø) war ein dänischer Politiker und Premierminister (Statsminister).

## Politische Laufbahn

### Abgeordneter
Der Sohn eines Adligen erwarb nach dem Tode seines Vaters 1862 den Titel eines Barons von Schloss Gavnø.
1873 begann er seine politische Laufbahn mit der Wahl zum Abgeordneten des Parlaments (Folketing), dem er bis 1884 als Vertreter der Konservativen Partei (Højre) angehörte. Von 1877 bis 1895 war er Mitglied des damaligen Grafschaftsrates von Præstø.
1886 wurde er zum Mitglied des damals noch bestehenden Oberhauses der dänischen Parlaments, dem Landsting, berufen. Diesem gehörte er bis 1910 an. Zwischen 1900 und 1902 vertrat er dabei die Interessen der Freikonservativen Partei (De Frikonservative).

### Minister und Premierminister von 1894 bis 1897
Am 3. Juni 1892 wurde er als Außenminister in das Kabinett von Jacob Brønnum Scavenius Estrup berufen.
Am 7. August 1894 wurde er als Nachfolger von Estrup zum Premierminister (Konseilspræsident) ernannt. Während seiner bis zum 23. Mai 1897 dauernden Amtszeit behielt er auch weiterhin das Amt des Außenministers. Dabei bemühte er sich anders als sein Vorgänger um einen kompromissbereiteren Politikstil. Insbesondere gelang ihm mit Unterstützung der Liberalen Partei (Venstre) die Einführung einer Steuer- und Zollreform.

## Auszeichnungen
Für seine politischen Verdienste wurde er von König Christian IX. mehrfach ausgezeichnet. Dabei wurden ihm neben den Titeln Hofjägermeister 1864, Kammerherr 1874 und Geheimer Konferenzrat 1897 auch mehrere Stufen des Danebrogordens sowie der Elefanten-Orden verliehen.
Ferner war er Träger des schwedischen Nordstern-Ordens, des italienischen Ordens der Heiligen Mauritius und Lazarus und des griechischen Erlöser-Ordens.